# Zin

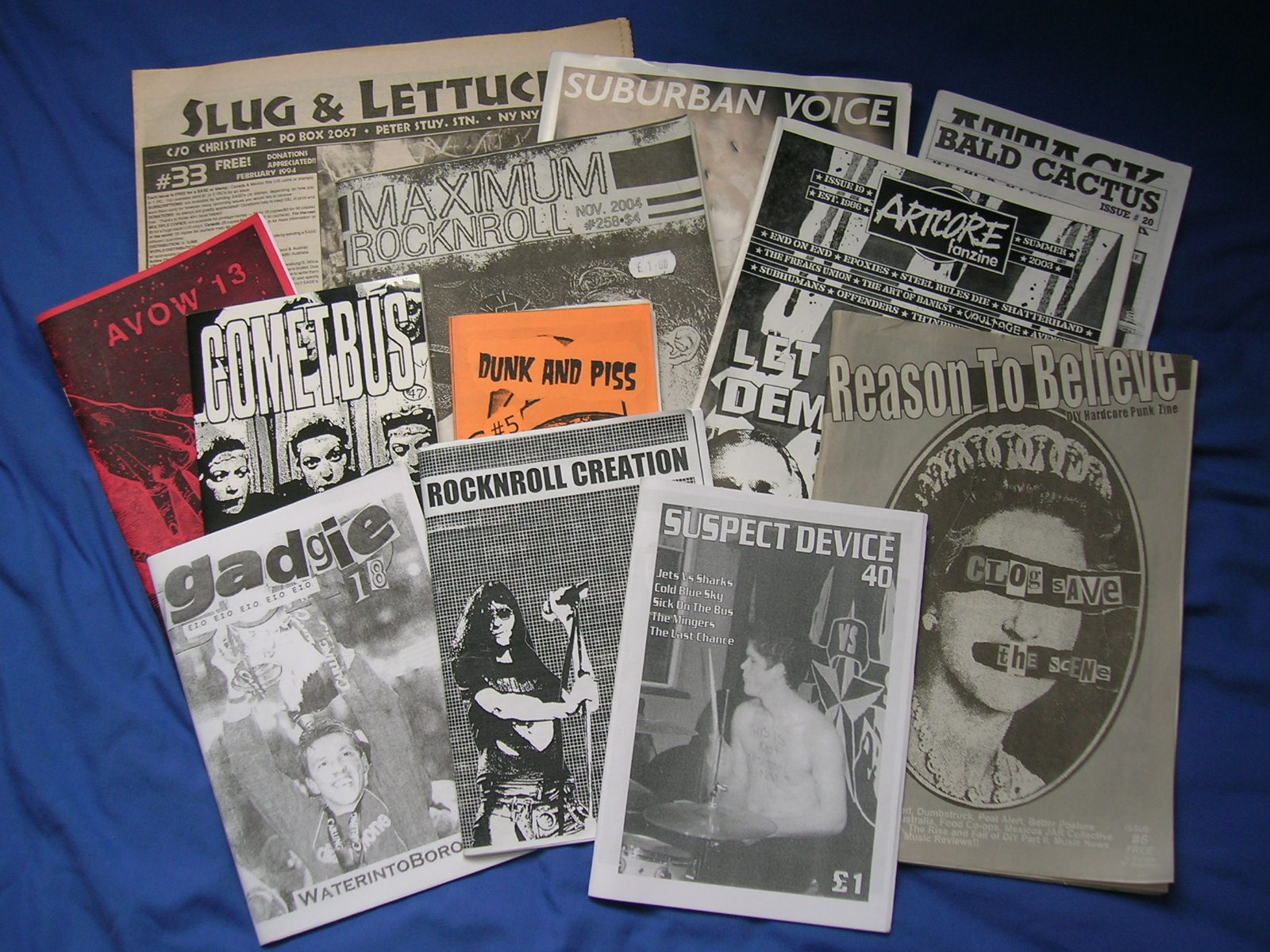
různé ziny

Zin (z anglického fanzine, jakožto zkratky fan magazine - fanouškovský časopis) je periodikum nekomerčního charakteru vydávané fanoušky určitého oboru (hudebního stylu, sportu atp.), kterým se periodikum v plné míře zabývá. V drtivé většině se jedná o nízkonákladové, „podomácku" vyráběné časopisy (či webové stránky) vydávané čistě za účelem sdělování a vyměňování informací o předmětu fanouškovského zájmu. Distribuce tištěných zinů probíhá většinou na bázi známostí, často i z důvodu ilegálního obsahu.

## Typy zinů dle zaměření
Typů zinů může být teoreticky tolik, kolik může být předmětů fanouškovského zájmu. Nejčastěji se ale setkáváme se čtyřmi typy zinů:

### Ziny sportovních fanoušků
Tyto ziny vznikají v komunitách fanoušků konkrétních sportů, většinou s orientací na jeden vybraný tým. Někdy je zin přímo klubem podporován a v dlouhodobějším časovém měřítku má šanci stát se oficiálním periodikem (a ztratit tak status zinu). Častým jevem jsou ziny hooligans a ultras skupin. Na internetu velmi rozšířený typ.

### Ziny fanoušků hudby
Většinou zaměřené na jeden hudební styl či několik sobě blízkých stylů. V drtivé většině se jedná o hudební styl mimo hlavní hudební směry (propagované běžnými periodiky). Na rozdíl od zinů sportovních fanoušků se hudební ziny zabývají celým stylem, nejen jedním vybraným zástupcem. Na internetu velmi rozšířený typ, častá spolupráce s minoritními vydavateli daného hudebního stylu.

### Ziny počítačových hráčů
Zabývají se především počítačovými hrami - buď celkově, žánrově či jen jedinou konkrétní hrou. Existují prakticky jen v on-line formě, někdy propagují i konkrétní hráčský klub.

### Ziny politické a názorové
Povětšinou nekorektního, pololegálního až ilegálního charakteru, propagující určitý politický či názorový úhel pohledu. Z důvodu zmíněného problému s legálností zinu se na internetu vyskytuje méně než výše uvedené ziny a je často distribuován jen v tištěné formě.